# 君島一郎 (銀行家)
君島 一郎（きみじま いちろう、1887年〈明治20年〉4月16日 - 1975年〈昭和50年〉4月25日）は、日本の銀行家、野球研究者。元朝鮮銀行副総裁。叔父に九州帝国大学（現・九州大学）元教授である君島武男がいる。

## 来歴

### 出生から大学時代まで
1887年4月16日、栃木県生まれ。栃木県塩谷郡塩原町（現・那須塩原市）の君島五郎の長男。君島家は塩原温泉草分けの旧家で、代々「明賀屋」と称し、温泉宿業を営んでいる。
1905年3月、栃木中学校（現・栃木県立宇都宮高等学校）卒業。旧制第一高等学校へと進学する。第一高等学校では野球部に所属し、2年先輩であった中野武二の後継者として、1907年から1908年までの2年間二塁手を務めた。また、第一高等学校在学中には谷崎潤一郎と親しい友人関係を結んだ。

### 銀行家時代
1912年に東京帝国大学法科大学経済学科を卒業し、日本銀行に入行した。入行後に日銀検査役、大阪支店調査役、函館、松江、岡山、門司各支店長、出納文書各局長を歴任し、1940年から1945年まで朝鮮銀行副総裁を務めたが、敗戦後の1947年から1951年まで公職追放を受けた。

### 公職追放後
公職追放後に、財団法人友邦協会会長となり、在任中に勲二等旭日重光章を受章した。
また、明治時代の日本野球草創期に関する研究に取り組み、1971年1月に学士会会報710号にて、「日本野球発祥の地―それは今の学士会館本館敷地」を、713号にて「野球渡来諸説」を発表した。これらの発表では、1872年（明治5年）に初めてベースボールが日本に伝わり、学士会館本館跡地が発祥の地とよぶべき場所であるという見解を提唱した。翌年の1972年にはベースボール・マガジン社より「日本野球創世記」を刊行した。
1975年4月25日に死去した。88歳没。
2009年に、特別表彰で野球殿堂入りした。

## 人物
宗教は仏教。趣味は運動、読書。住所は東京中野区桃園町。

## 家族
君島家
- 父：君島五郎
  - 本人：君島一郎
  - 妻：君島カド（1897年 - ?、栃木、瀧澤民の妹[1][8]、祖父は貴族院議員 滝沢喜平治）
    - 長男：君島陽一[1][8]
    - 長女：竹内れい子（東京火災保険会社員、法学士竹内悌三の妻[8]）
    - 二女：君島かづ子[7][8]
- 叔父：君島武男（九州帝国大学教授）
- 妻：君島悌子（斎藤峯三郎長女）
  - 長男：君島芳郎
  - 次男：君島健次郎
  - 長女：君島浩子
  - 次女：君島文子

## 補註
1. 1 2 3 4 5 6 7 8  『帝国大学出身名鑑』キ42頁（国立国会図書館デジタルコレクション）。2020年10月24日閲覧。
2. 1 2 3 4 5 6 7 8  “君島 一郎”.  野球殿堂博物館. 2021年1月20日閲覧。
3. 1 2 3 4 5 6 7 8 9 10 11 12 13 14 15 16 17 18 19 20  『平成21年 野球殿堂入り決定！！』（プレスリリース）野球殿堂博物館、2009年1月。オリジナルの2020年2月24日時点におけるアーカイブ。2021年1月20日閲覧。
4. 1 2  『野州名鑑』1040頁（国立国会図書館デジタルコレクション）。2021年4月9日閲覧。
5. 1 2 3 4 5 6 7 8 9  “君島一郎とは”. コトバンク. デジタル大辞泉、デジタル版 日本人名大辞典+Plus. 2021年1月20日閲覧。
6. 1 2  『人事興信録 第14版 上』キ85頁（国立国会図書館デジタルコレクション）。2020年10月24日閲覧。
7. 1 2 3 4 5  『人事興信録 第15版 上』キ23頁（国立国会図書館デジタルコレクション）。2020年10月24日閲覧。
8. 1 2 3 4 5  『人事興信録 第12版 上』キ109頁（国立国会図書館デジタルコレクション）。2020年10月24日閲覧。
9. ↑  『人事興信録 第9版』キ77頁（国立国会図書館デジタルコレクション）。2021年4月9日閲覧。
10. ↑  古川, 真弥 (2019年12月13日). “進学校宇都宮が21世紀枠候補、19人練習2時間半”. 日刊スポーツ 2021年1月20日閲覧。
11. ↑  “東大出身の文豪を徹底解剖！　①森鷗外・谷崎潤一郎編”.   東大新聞. 2022年10月12日閲覧。
12. 1 2  『東京帝国大学一覧 從大正5年 至大正6年』学士及卒業生姓名 法学士 経済学科126頁（国立国会図書館デジタルコレクション）。2020年10月24日閲覧。